# 나도여로속
나도여로속(--藜蘆屬, 학명: Anticlea 안티클레아[*])은 여로과의 속이다. 나도여로속 식물은 오랫동안 지가데누스속에 속하는 것으로 여겨졌으나, 21세기 분자계통학 연구를 통해 다른 속임이 확인되었다. 몇몇 종은 스테난티움속에서 나도여로속으로 옮겨지기도 했다. 아시아와 북·중미에 널리 분포한다.

## 하위 종
- 나도여로 A. sibirica (L.) Kunth
- A. elegans (Pursh) Rydb.
  - A. elegans var. glaucus (Nutt.) Zomlefer & Judd
- A. frigida (Schltdl. & Cham.) Zomlefer & Judd
- A. hintoniorum (B.L.Turner) Zomlefer & Judd
- A. mogollonensis (W.J.Hess & Sivinski) Zomlefer & Judd
- A. neglecta (Espejo, López-Ferr. & Ceja) Zomlefer & Judd
- A. occidentalis (A.Gray) Zomlefer & Judd
- A. sachalinensis (F.Schmidt) Zomlefer & Judd
- A. vaginata Rydb.
- A. virescens (Kunth) Rydb.
- A. volcanica (Benth.) Baker